# Auguste Caroline Lammer
Auguste Caroline Lammer (geb. Hofbauer; * 28. Oktober 1885 in Wien; † 16. Januar 1937 ebenda) war eine österreichische Bankgründerin („Lammerbank“ in Zell am See).
Auguste Lammer besuchte in Braunau und Simbach die Schule und absolvierte anschließend von 1900 bis 1906 eine Banklehre bei der Dannerbank in Braunau. Dann war sie Bahnbedienstete in Attnang-Puchheim und für eine kurze Zeit beim Österreichischen Verkehrsbüro in Berlin. 1909 heiratete sie Max Leopold Ritter Lammer von Castell Rombaldo (1858–1939), den Bahnhofsvorsteher in Attnang-Puchheim, der einen Sohn aus erster Ehe hatte, den späteren Schauspieler Max Lammer. Ebenfalls 1909 wurde ihr gemeinsamer Sohn Alfred in Linz geboren.
1910 gründete sie ein Reisebüro und eine Wechselstube in Zell am See. Während des Ersten Weltkrieges ruhte das Geschäft, da ihr Mann für den Bau von Feldeisenbahnen in Russisch-Polen einberufen war und sie mit den Kindern dorthin folgte. 1918 erfolgte die Scheidung. 1920 gründete sie ein Bankgeschäft in Zell am See zusammen mit Frank Whitehead, dem zwischenzeitlichen Besitzer von Schloss Schielleiten aus der Industriellenfamilie Whitehead in Fiume (Rijeka), aus der auch die erste Frau von Georg Ludwig von Trapp, die Schwester von Frank, Agathe Whitehead stammte.
Durch die Bekanntschaft mit dem Münchner Kunsthändler Hugo von Grundherr zu Altenthann und Weyerhaus begann der Abstieg ihrer Bank, der Lammerbank. Grundherr war der Eigentümer des Schlosses Mittersill. Er nahm Schulden auf gegen Herausgabe von Pfändern, wie der Bibliothek des Schlosses und vor allem eines Gemäldes von Leonardo da Vinci, das damals mit rund einer Million Schilling (heute etwa 2,8 Mio. Euro) bewertet war. Als eine Bank, bei der Grundherr verschuldet war, die Versteigerung des Schlosses Mittersill erwirkte, erwarb es Auguste Caroline Lammer. Weil unter anderem das „Leonardo-Bild“ nicht mehr verkäuflich war, kam es zum Konkurs der Lammerbank.
Augustine Lammer wurde 1935 verhaftet und wegen Betruges, Untreue und anderem zu drei Jahren Zuchthaus verurteilt. Sie wurde in der Frauenstrafanstalt Wiener Neudorf inhaftiert. Während der Haftzeit starb sie am 16. Januar 1937 an Lungenbrand („Lungengangrän“) im Allgemeinen Krankenhaus der Stadt Wien.
Ihr Grab auf dem Wiener Zentralfriedhof existierte bis 1952.